# Lilwanis
Lilwanis, Lilwani, Lelwani(s) of Lilu-ani(s) was in de Hattische mythologie oorspronkelijk een godheid van de oerwereld en later de onderwereld. Zij werd door de Hurrieten in hun eigen pantheon overgenomen en in de 13e eeuw v.Chr. gelijkgesteld met hun godin van de onderwereld, Allani, en met de Babylonische onderwereldgodin Eresjkigal. Het woord lilu betekent 'geest' in het Akkadisch (zoals in lilitu), -ani is een deiktisch suffix.
Ook de Hettieten hadden haar intussen opgenomen in hun eigen pantheon, maar beschouwden deze godheid als mannelijk, en noemden ze 'koning'. Over het geslacht van deze godheid bestaat onzekerheid, maar volgens een mythe zou ze van geslacht zijn veranderd.
Er wordt een verband gelegd met de slang die Illuyankis heette in een oudere mythologie. Mursilis II schreef dat hij in verschillende steden de jaarfeesten van de stormgod Teshub moest vieren en verwees in die brief naar het feest met ingelast ritueel van een gevecht tussen de stormgod en Illuyankis. Hij verwijst tevens naar het grootste feest van vergelijkbare omvang in de hoofdstad Hattusas. Dit ging door in het mausoleum van de godin Lilwanis. Daar werd de strijd geëvoceerd tussen de stormgod en de draak Illuyankas, nadat een jongeman Hupisayas met de godin Inara had geslapen en daardoor voldoende kracht verwierf om de stormgod te helpen bij het verslaan van de draak. Dit verhaal is analoog aan dat van Tiamat, de symbolisatie van de kracht van de godin die door Marduk werd van de macht verdrongen.
En in een gebed richt Gassulawiya (de gemalin van Mursilis) zich tot de godin met een votiefbeeldje om van een ziekte verlost te worden.
Lelwani verbleef 'in de duistere wereld'. Haar rijk werd als een versterkte stad met zeven torens beschreven. Daar liggen bronzen ketels begraven waarin de toorn van de goden opgesloten ligt. Die zijn daar door Kamrusepa geplaatst. Wat erin opgesloten ligt kan niet meer ontsnappen. Zij die met de dood in aanraking kwamen offerden surrogaatbeelden aan deze godin. Haar heiligdommen waren verbonden met knekelhuizen en mausolea zoals dat van Hattusas.